# Уолкотт, Фрэнк Лесли
Сэр Фрэнк Лесли Уолкотт (англ. Frank Leslie Walcott; 16 сентября 1916, Сент-Питер — 24 февраля 1999) — барбадосский профсоюзный и политический деятель, дипломат и один из 11 национальных героев Барбадоса. Он сыграл ключевую роль в организации рабочего движения Барбадоса, а также был важной фигурой в борьбе за независимость и стимулировании гражданского участия в политической жизни страны.

## Биография
Фрэнк Уолкотт родился в Сент-Питере и лишился отца-полицейского ещё в раннем возрасте. Он вырос в Бриджтауне, где ходил в среднюю школу для мальчиков Уэсли Холла и с раннего возраста преуспевал в математике и дебатах.
К рабочему движению его в 1945 году привлёк Хью Спрингер, на тот момент профсоюзный лидер и генеральный секретарь Прогрессивной лиги. Став активным профсоюзным деятелем в возрасте около двадцати лет, Уолкотт отдал Союзу рабочих Барбадоса более 50 лет. Когда Спрингер занял пост в Университете Вест-Индии, Уолкотт 5 ноября 1947 года стал первым генеральным секретарём Союза рабочих Барбадоса.
Он также трижды (в 1960—1963, 1966—1969 и 1977—1980 годах) занимал пост президента Карибского конгресса труда (региональной федерации профобъединений Вест-Индии), а также работал в Административном совете Международной организации труда и был вице-президентом Исполнительного совета Международной конфедерации свободных профсоюзов. Помимо этих должностей, Уолкотт также работал в Американском институте развития свободного труда и был председателем Всемирной конференции по вопросам занятости.
В политике Уолкотт был членом парламента в Палате собрания Барбадоса в 1945—1966 годах и затем между 1971 и 1976 годами. Сначала он был членом либеральной (формально левоцентристской) Барбадосской лейбористской партии, но вместе с рядом других недовольных откололся от партии из-за её слишком консервативных позиций, чтобы основать более левую Демократическую лейбористскую партию. Был критической фигурой для профсоюзной ориентации ДЛП и её борьбы за независимость Барбадоса. В период между этими сроками он занимал пост сенатора и возглавлял Сенат с 1986 по 1991 год.
После обретения Барбадосом независимости в 1966 году Уолкотт был первым послом страны в Организации Объединенных Наций. Уолкотт также был известен как судья по крикету (umpire).
Он был произведён в кавалеры Ордена Британской империи в честь Дня рождения королевы 1954 года. В 1987 году Уолкотт был удостоен высшей награды Барбадоса — звания кавалера св. Андрея (КА) Ордена Барбадоса. В его честь названо здание сэра Фрэнка Уолкотта в Сент-Майкле (Барбадос).